# Championnat d'Afrique du Sud de football de deuxième division
Le championnat d'Afrique du Sud de deuxième division, ou National First Division, ou plus récemment Motsepe Foundation Championship  en raisons de sponsoring est la deuxième division du championnat de football professionnel en Afrique du Sud.
Il a aussi été connu sous le nom de Mvela Golden League (MGL) jusqu'à 2007. 
Lancée en 2004, cette compétition professionnelle est organisée sous forme de poule nationale unique de 16 clubs (18 jusqu'en 2004-05). Auparavant, il y avait deux groupes géographiques (Coastal Stream, 14 clubs, et Inland Stream, 16 clubs).
Le vainqueur rejoint la première division, la Premier Soccer League (PSL). Le deuxième billet pour l'élite est attribué au vainqueur d'un barrage entre les 2e, 3e et 4e de la MGL et le 15e de la PSL. Les deux derniers sont relégués en ligues régionales.

## Palmarès
- saison : champion, autre promu
- 2024/2025 : Durban City FC
- 2023/2024 : Magesi FC
- 2022/2023 : Polokwane City
- 2021/2022 : Richards Bay FC
- 2020/2021 : Sekhukhune United Football Club
- 2019/2020 : Moroka Swallows Football Club
- 2018/2019 : Stellenbosch Football Club
- 2017/2018 : Highlands Park, Black Leopards 2e est promu après play-off
- 2016/2017 : Thanda Royal Zulu, le propriétaire de AmaZulu (5e) achète la licence de Thanda Royal, le club promu sera AmaZulu
- 2015/2016 : Baroka FC, Highlands Park 2e est promu après play-off
- 2014/2015 : Lamontville Golden Arrows, Jomo Cosmos 2e est promu après play-off
- 2013/2014 : Chippa United F.C.
- 2012/2013 : Polokwane City F.C., Mpumalanga Black Aces 3e est promu après play-off
- 2011/2012 : University of Pretoria F.C., Chippa United F.C. 2e est promu après play-off
- 2010/2011 : Jomo Cosmos, Black Leopards 2e est promu après play-off
- 2009/2010 : Vasco da Gama Cape Town
- 2008/2009 : Jomo Cosmos, Mpumalanga Black Aces 2e est promu après play-off
- 2007/2008 : Maritzburg United, Bay United F.C. 2e est promu après play-off
- 2006/2007 : Free State Stars, Pretoria University 3e est promu après play-off
- 2005/2006 : Bidvest Wits, Benoni Premier Utd 4e est promu après play-off
- 2004/2005 : Free State Stars, Tembisa Classic 4e est promu après play-off